# 靜電透鏡
靜電透鏡（electrostatic lens）是一種引導帶電粒子的裝置，靜電透鏡可以類似光學透鏡使帶電粒子聚焦。用在引導電子稱電子透鏡（electron lens），而用在引導離子則稱離子透鏡（ion lens）。

## 種類
底下列出幾種靜電透鏡：
- Einzel lens
- cylinder lenses
- aperture lens
- quadrupole lenses

## 應用
電子透鏡可用在聚焦電子束源、電子顯微鏡、電子能譜學（例如，X射线光电子能谱学、俄歇電子能譜學）與電子束曝光等；離子透鏡可應用在聚焦離子束源、用在質譜與電漿的操作。